# Adrian Sherwood
Adrian Sherwood (Londen, 20 januari 1958) is een Brits muziekproducent die vooral dubtronica maakt: een combinatie van dub en elektronische dansmuziek.
Vanaf ongeveer 1980 werkt Sherwood samen met reggae-artiesten. Onder de naam Singers & Players bracht hij zangers als Prince Far I, Mikey Dread en Bim Sherman bijeen. Sherwood richtte verschillende platenlabels op, waaronder On-U Sound Records. Hij werkte samen met Lee Perry en maakte ook industriële muziek. In 2003 bracht Sherwood zijn eerste solo-lp uit en maakte in 2006 de soundtrack voor de onafhankelijke film Johnny Was. Sinds 2015 werkt hij samen met de dubstepproducent Pinch onder de naam Sherwood and Pinch.
- Bibliothèque nationale de France: cb14029551k (data)
- Gemeinsame Normdatei: 13530492X
- International Standard Name Identifier: 0000 0000 7841 2524
- Library of Congress Control Number: n97844139
- MusicBrainz: cbfcdb48-c199-45af-80da-100d4e53253e
- Nationale Bibliotheek van Tsjechië: xx0059985
- Virtual International Authority File: 85687276
- WorldCat: E39PBJj4tyHFtT4xKJkBW6jpyd